# Mount Vaughan
Der Mount Vaughan ist ein 3140 m hoher und markanter Berg im westantarktischen Marie-Byrd-Land. In den Hays Mountains ragt er 6 km südsüdwestlich des Mount Griffith aus einem Bergkamm am Kopfende des Vaughan-Gletschers auf.
Namensgeber für den Berg ist Norman Dane Vaughan (1905–2005), Hundeschlittenführer bei der Byrd Antarctic Expedition (1928–1930), der in der von Laurence McKinley Gould (1896–1995) geleiteten Geologenmannschaft an der Erkundung der Hays Mountains im Dezember 1929 beteiligt war. Im Kartenmaterial dieser Forschungsreise entfiel diese Benennung auf den südlichen Teil des Mount Goodale. Das Advisory Committee on Antarctic Names entschied 1952, diese Benennung auf den hier beschriebenen, 24 km weiter südöstlich gelegenen Berg zu übertragen. Vaughan bestieg den Berg am 16. Dezember 1994, drei Tage vor seinem 89. Geburtstag.